# Gran Galà del calcio AIC 2024
Il Gran Galà del calcio AIC 2024 è stata la quattordicesima edizione dell'omonima manifestazione in cui sono stati premiati, da parte dell'Associazione Italiana Calciatori, i protagonisti del calcio italiano per la stagione 2023-2024.
I riconoscimenti per il calcio maschile sono stati resi noti il 2 dicembre 2024.
In questa edizione, il maggior numero di premi è stato assegnato all'Inter, vincitrice del campionato nella stessa stagione; sette dei suoi tesserati sono stati inclusi nella squadra dell'anno, mentre i riconoscimenti riservati al miglior calciatore assoluto, al miglior allenatore e al miglior gol sono andati, rispettivamente, a Lautaro Martínez, Simone Inzaghi e Marcus Thuram. L'Inter è stata premiata anche come miglior società.

## Vincitori
Squadra dell'anno (calcio maschile)
| Ruolo | Naz.                   | Giocatore          | Squadra  |
| ----- | ---------------------- | ------------------ | -------- |
| P     | Svizzera (bandiera)    | Yann Sommer        | Inter    |
| D     | Italia (bandiera)      | Raoul Bellanova    | Torino   |
| D     | Italia (bandiera)      | Riccardo Calafiori | Bologna  |
| D     | Italia (bandiera)      | Alessandro Bastoni | Inter    |
| D     | Italia (bandiera)      | Federico Dimarco   | Inter    |
| C     | Italia (bandiera)      | Nicolò Barella     | Inter    |
| C     | Turchia (bandiera)     | Hakan Çalhanoğlu   | Inter    |
| C     | Paesi Bassi (bandiera) | Teun Koopmeiners   | Atalanta |
| A     | Argentina (bandiera)   | Lautaro Martínez   | Inter    |
| A     | Paesi Bassi (bandiera) | Joshua Zirkzee     | Bologna  |
| A     | Francia (bandiera)     | Marcus Thuram      | Inter    |

Migliore calciatore assoluto
| Piazzamento | Giocatore        | Squadra |
| ----------- | ---------------- | ------- |
| Vincitore   | Lautaro Martínez | Inter   |

Migliore allenatore
| Piazzamento | Allenatore     | Squadra |
| ----------- | -------------- | ------- |
| Vincitore   | Simone Inzaghi | Inter   |

Migliore calciatore della Serie B
| Piazzamento | Giocatore              | Squadra |
| ----------- | ---------------------- | ------- |
| Vincitore   | Francesco Pio Esposito | Spezia  |

Miglior società
| Piazzamento | Società calcistica |
| ----------- | ------------------ |
| Vincitore   | Inter              |

Gol dell'anno
| Piazzamento | Giocatore     | Squadra | Partita                           |
| ----------- | ------------- | ------- | --------------------------------- |
| Vincitore   | Marcus Thuram | Inter   | Inter - Milan (16 settembre 2023) |

Migliore arbitro
| Piazzamento | Arbitro        |
| ----------- | -------------- |
| Vincitore   | Daniele Orsato |